# Carbono-14
El carbono-14, 14C o radiocarbono es un isótopo radiactivo del carbono cuyo núcleo contiene 6 protones y 8 neutrones. Se desintegra produciendo radiación beta, con un periodo de semidesintegración o semivida de 5730 años. 
Debido a su presencia en todos los materiales orgánicos, el carbono-14 se emplea en arqueología para la datación de especímenes orgánicos.
Fue descubierto el 27 de febrero de 1940 por Martin Kamen y Sam Ruben. Willard Libby determinó un valor de 5568 años para el periodo de semidesintegración, que posteriormente fue corregido en la Universidad de Cambridge a 5730 años.
Este se basa en que todos los seres vivos absorben a lo largo de su vida un isótopo radioactivo de carbono (carbono 14).

## Formación

### Origen natural
Los rayos cósmicos de alta energía (principalmente protones) que proceden de fuera del sistema solar impactan con átomos presentes en la alta atmósfera de la Tierra, principalmente nitrógeno y oxígeno, haciendo que se desintegren en partículas subatómicas, como protones y neutrones.
Los neutrones así producidos, al alcanzar altitudes entre 15 y 9 km de la superficie terrestre, y en latitudes geomagnéticas altas, colisionan con los átomos de nitrógeno originando las denominadas reacciones (n,p):
147N + n → 146C + p
El carbono-14 también puede ser producido por rayos en las tormentas, pero en cantidades insignificantes a nivel mundial, en comparación con la producción por rayos cósmicos. 
Se conocen otras reacciones de neutrones capaces de generar carbono-14:
Con neutrones térmicos:
13C(n,γ) → 14C 
17O(n,α) → 14C 
Con neutrones rápidos:
15N(n,d) → 14C 
16O(n,3He) → 14C . 
También puede tener fuente radiogénica: el “cluster decay” del radón 223Ra, 224Ra, 226Ra. Por ejemplo:
22388Ra → 14 6C + 20982Pb
Este origen es extremadamente raro.

### Explosiones nucleares
Las explosiones de bombas nucleares producen grandes cantidades de neutrones que, al chocar con átomos de nitrógeno en la atmósfera, producen carbono-14. Por ello, los ensayos de bombas nucleares llevados a cabo por varios países sobre todo en los años 1950 y 1960 aumentaron extraordinariamente la cantidad de carbono-14 en la atmósfera y posteriormente en la biosfera.

### Generación en centrales nucleares
Se forma carbono-14 en los refrigerantes de reactores nucleares tanto de agua en ebullición (BWR) como de agua a presión (PWR). Por lo general, se libera a la atmósfera en forma de dióxido de carbono en los BWR y metano en los PWR.
El carbono-14 también se genera dentro de los combustibles nucleares. En parte se debe a la transmutación del oxígeno en el óxido de uranio, pero más significativamente a partir de la transmutación de las impurezas de nitrógeno-14. Si el combustible gastado se envía a reprocesamiento nuclear, entonces el carbono-14 se libera como CO2.
En 2020 se estimó que por entonces la producción de carbono-14 por las centrales nucleares equivalía a un 10% de la producción natural por rayos cósmicos.

## Datación por radiocarbono
El método de datación por radiocarbono es la técnica basada en isótopos más fiable para determinar la edad de muestras orgánicas de menos de 50 000 años. Está basado en la ley de decaimiento exponencial de los isótopos radiactivos. El isótopo carbono-14 (14C) es producido de forma continua en la atmósfera como consecuencia del bombardeo de átomos de nitrógeno por rayos cósmicos. Este isótopo creado es inestable, por lo que, espontáneamente, se transmuta en nitrógeno-14 (14N). Estos procesos de generación-degradación de 14C se encuentran prácticamente equilibrados, de manera que el isótopo se encuentra homogéneamente mezclado con los átomos no radiactivos en el dióxido de carbono de la atmósfera. El proceso de fotosíntesis incorpora el átomo radiactivo en las plantas, de manera que la proporción 14C/12C en estas es similar a la atmosférica. Los animales incorporan, por ingestión, el carbono de las plantas. Ahora bien, tras la muerte de un organismo vivo no se incorporan nuevos átomos de 14C a los tejidos, y la concentración del isótopo va decreciendo conforme va transformándose en 14N por decaimiento radiactivo.
La masa en isótopo 14C de cualquier espécimen disminuye a un ritmo exponencial, que es conocido: a los 5730 años de la muerte de un ser vivo la cantidad de 14C en sus restos se ha reducido a la mitad. Así pues, al medir la cantidad de radiactividad en una muestra de origen orgánico, se calcula la cantidad de 14C que aún queda en el material. Así puede ser datado el momento de la muerte del organismo correspondiente. Es lo que se conoce como "edad radiocarbónica" o de 14C, y se expresa en años BP (Before Present, Antes del presente). Esta escala equivale a los años transcurridos desde la muerte del ejemplar hasta el año 1950 de nuestro calendario. Se elige esta fecha por convenio y porque en la segunda mitad del siglo XX los ensayos nucleares provocaron aumentos drásticos de la concentración de 14C en la atmósfera. 
Al comparar las concentraciones teóricas de 14C con las de muestras de maderas de edades conocidas mediante dendrocronología, se descubrió que existían diferencias con los resultados esperados. Esas diferencias se deben a que la concentración de carbono radiactivo en la atmósfera ha ido variando a lo largo del tiempo. Hoy se conoce con suficiente precisión (un margen de error de entre 1 y 10 años) la evolución de la concentración de 14C en los últimos 15 000 años, por lo que puede corregirse esa estimación de edad comparándolo con curvas obtenidas mediante interpolación de datos conocidos. La edad así hallada se denomina "edad calibrada" y se expresa en años Cal BP.

## Evolución reciente

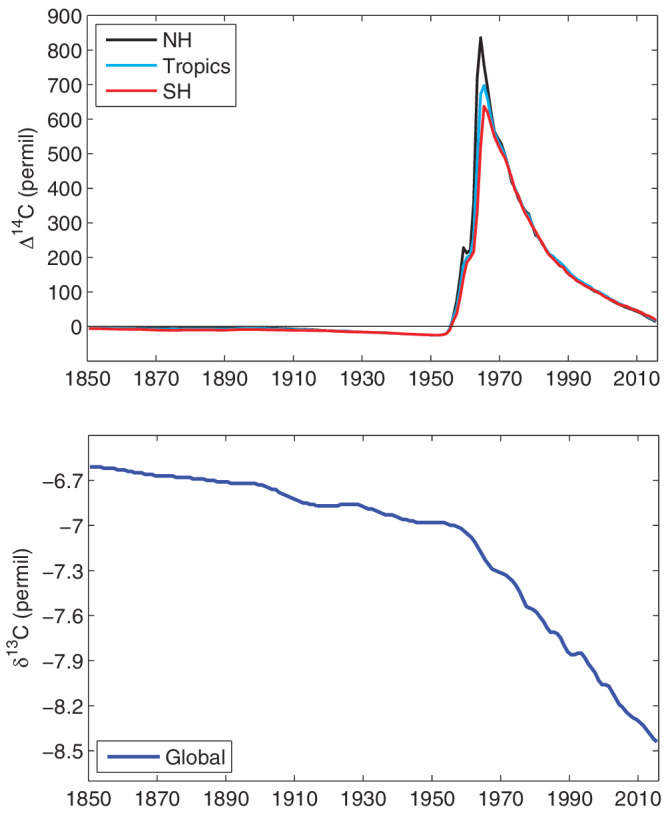
Variación relativa de la concentración de carbono-14 (arriba) y carbono-13 (abajo) en la atmósfera desde 1850.

Los combustibles fósiles (carbón, petróleo y gas natural) no contienen nada de carbono-14 por haber estado aislados de la atmósfera durante muchos millones de años. Al quemarlos, el CO2 que se emite tampoco contiene 14C. Por ello, el uso masivo de combustibles fósiles desde la Revolución Industrial ha llevado a una lenta reducción de la concentración de 14C en la atmósfera. Lo mismo ocurre, en menor medida, con el 13C.
Sin embargo, en los años 1950 y 1960 se produjo un brusco aumento de la concentración atmosférica de 14C debido a los ensayos nucleares realizados por numerosos países. Desde entonces, el valor ha declinado y en la actualidad (2020) se encuentra próximo a su valor pre-industrial.El declive se debe en parte a que el 14C se fijó en el tejido vegetal y animal, y se disolvió en los océanos, y en parte al efecto continuado de la emisión de CO2 fósil..